# Atelier S+
Atelier S+（アトリエエスタス建築設計事務所、あとりえ えすたす）は、日本の建築アトリエ、建築設計事務所。清孝英と中川佐保子の共同主宰。

## 人物
清孝英（1969年- ）は、日本の建築家。山梨県生まれ。1992年に日本大学理工学部建築学科を卒業後、アーキブレーン建築研究所を経て、2005年に Atelier S+ を設立。
中川佐保子（1974年- ）は、日本の建築家。静岡県生まれ。1999年に芝浦工業大学#大学院修士課程修了後、E.P.A/環境変換装置建築研究所を経て、2005年にAtelier S+ 設立に参加。

## 受賞
- 「赤坂の家」で2007年、AICAジョリパット施工例コンテスト優秀賞、2007年、松下電工住まいのあかりコンクール2006エクステリア賞、2009年、ダイキンエアスタイルコンテスト　特別賞受賞

## 作品
- 横浜Renovation
- Pビル
- 赤坂の家 2006年
- 喫茶おとら　2007年
- PSビル　2007年
- ペットサウンズレコード店　2007年
- ポケットワインサロン代官山　2007年
- Finland cafe 2007年
- 横浜 Renovation　2008年
- Finland cafe　2008年
- キアズマ珈琲　2009年
- 広尾Yoga Tree　2009年
- 池上の家・新築工事
- 新宿 COMPLEX「S」
- 与野本町の家・新築工事
- N邸Project
- フィンランド政府観光局主催「フィンランドカフェ2007」、「フィンランドカフェ2008」会場デザイン担当